# David Live
David Live — первый официальный концертный альбом Дэвида Боуи, был издан фирмой RCA Records в 1974 году. Альбом был записан в течение первой части американского тура в поддержку пластинки Diamond Dogs, изданной в июле того же года (вторая часть тура, была больше ориентирована на записанный материал для следующего альбома Young Americans и была переименована в «Philly Dogs»). Как правило, критики, поклонники, и сам Боуи сходятся во мнении, что альбому не хватает энергии.

## Запись и стиль
Альбом был записан в период перехода Боуи от глэм-рока (пластинки The Rise and Fall of Ziggy Stardust and the Spiders from Mars, Aladdin Sane) к следующей ступени его карьеры — «пластиковому соулу» Young Americans. Хотя на обложке Боуи запечатлен в его будущем соул имидже — мешковатый брючный костюм, в комплекте с подплечниками и подтяжками, на альбоме по прежнему доминировали песни с двух предыдущих произведений: Diamond Dogs и Aladdin Sane. Кроме того, Боуи подобрал лучшие песни из The Rise and Fall of Ziggy Stardust and the Spiders from Mars и более ранних пластинок.
Этот тур стал самым грандиозным турне Боуи на тот период. Среди отличительных особенностей были гигантский экран для композиции «Hunger City», пост-апокалиптические декорации для «Diamond Dogs», а также его самый большой состав музыкантов под руководством Майкла Камена. Композицию «Space Oddity» Боуи пел использовав радио-микрофон, замаскированный под телефон и поднимался на сцене при помощи подъемного крана (песня была записана, но не издавалась до переиздания альбома в 2005 году). Тур был задокументирован в фильме «Cracked Actor» режиссёром Алана Йентоба (1975).
Несмотря на различные точки зрения, относительно даты записи альбома, изначально считалось, что он был записан в филадельфийском Tower Theater в период 11-12 июля и 12-15 июля 1974 года (на самом деле в Upper Darby), более поздние версии предполагали, что альбом был записан в период 8-12 июля. Запись концерта на магнитофон сама по себе проблематична, поэтому большинство бэк-вокальных и саксофонных партий позже перезаписали в студии (факт, отмеченный на обложке оригинального альбома, а также в переизданной версии), потому что исполнители зачастую играли без микрофонов. Перед выступлением в Tower Theater музыканты получили информацию, что концерты будут записаны для официального издания, и что менеджеры Боуи намеревались выплатить им только стандартную плату профсоюза, полагающуюся для концертной записи, а именно 70$. В результате этого они за час до первого концерта выдвинули ультиматум Дэвиду и отказывались выходить на сцену, если они не получат более разумную плату в размере 5000 $ каждому исполнителю. Хотя Боуи принял их требования, некоторые музыканты (включая Майка Гарсона и Херби Флауэрса) позже отмечали, что напряженность, как последствие сложившейся ситуации, была слышна в неестественных действиях группы, записанных на концертный альбом.

## Выпуск и влияние
Альбом был раскритикован из-за «навязчивых» перестановок в хронологии композиций, и напряженного вокала Боуи. Мнение насчет мастерства исполнения музыкантов также разделились, несмотря на присутствие таких известных персон, как Майкл Камен, Эрл Слик и Дэвид Сэнборн, а также музыкантов, работавших с Боуи на Diamond Dogs: Херби Флауэрс, Майк Гарсон и Тони Ньюман. Однако некоторые из песен получили хвалебные отзывы, например, оптимистичный джаз-латино вариант «Aladdin Sane» и атмосферные инструментальные дополнения к «The Width of a Circle» из The Man Who Sold the World. Альбом также примечателен тем, что на нём впервые появилась кавер-версия песни «All the Young Dudes», изначально написанная Дэвидом для группы «Mott the Hoople» в 1972 году и выпущенная ими на одноименной пластинке.
Позднее Боуи отметил, что «'David Live' был окончательной смертью Зигги Стардаста… И это фото на обложке. Боже мой, это выглядело так, как будто я только что вышел из могилы. Именно так я себя и чувствовал. Эту запись правильнее было бы называть „Дэвид Боуи жив и здоров только в теории“» (ссылка Дэвида на Жака Бреля, на некоторые песни которого Боуи сделал кавер-версии, и его ревю «Жак Брель жив и здоров и поселился в Париже») (англ. «David Live was the final death of Ziggy… And that photo on the cover. My God, it looks like I’ve just stepped out of the grave. That’s actually how I felt. That record should have been called 'David Bowie Is Alive and Well and Living Only in Theory'»).
«David Live» достиг #2 в хит-парадах Британии (концертный тур проходил только по Северной Америке) и #8 в США. Композиция «Knock on Wood» была выпущена в качестве сингла и достигла #10 в чартах Великобритании. В переиздании альбома 2005 года был полный список песен из оригинала, а также новый микс от Тони Висконти.

## Список композиций
Все песни написаны Дэвидом Боуи, за исключением отмеченных.

### LP: RCA / APL2-0771 (UK)
| №  | Название                                                                      | Длительность |
| -- | ----------------------------------------------------------------------------- | ------------ |
| 1. | «1984»                                                                        | 3:20         |
| 2. | «Rebel Rebel»                                                                 | 2:40         |
| 3. | «Moonage Daydream»                                                            | 5:10         |
| 4. | «Sweet Thing» (containing „Sweet Thing“/„Candidate“/„Sweet Thing (Reprise)“)» | 8:48         |

| №  | Название              | Длительность |
| -- | --------------------- | ------------ |
| 1. | «Changes»             | 3:34         |
| 2. | «Suffragette City»    | 3:45         |
| 3. | «Aladdin Sane»        | 4:57         |
| 4. | «All the Young Dudes» | 4:18         |
| 5. | «Cracked Actor»       | 3:29         |

| №  | Название                                         | Длительность |
| -- | ------------------------------------------------ | ------------ |
| 1. | «Rock ’n’ Roll with Me» (Дэвид Боуи, Уорен Пис)» | 4:18         |
| 2. | «Watch That Man»                                 | 4:55         |
| 3. | «Knock on Wood» (Эдди Флойд, Стив Крупер)»       | 3:08         |
| 4. | «Diamond Dogs»                                   | 6:32         |

| №  | Название                                                                               | Длительность |
| -- | -------------------------------------------------------------------------------------- | ------------ |
| 1. | «Big Brother» (containing "Big Brother"/"Chant of the Ever-Circling Skeletal Family")» | 4:08         |
| 2. | «The Width of a Circle»                                                                | 8:12         |
| 3. | «The Jean Genie»                                                                       | 5:13         |
| 4. | «Rock ’n’ Roll Suicide»                                                                | 4:30         |

## Издание на компакт-диске
Альбом был переиздан на компакт-диске 3 раза: впервые в 1984 году, лейблом RCA Records; в 1990 году вышло второе издание на CD, выпущенное лейблами Rykodisc/EMI (содержит два бонус-трека и момент представления Дэвидом музыкантов публике); третье издание вышло на лейбле EMI/Virgin в 2005 году, оно содержит два бонус трека (хотя версия композиции «Panic in Detroit» ранее была выпущена в качестве би-сайда в Великобритании на сингле «Knock on Wood», который также был переиздан на полулегальном сборнике 1982 года Rare), кроме того, был изменен порядок композиций. Все треки были заново смикшированы Тони Висконти. Это издание было защищено от копирования в Великобритании и Евросоюзе системой защиты Cactus Data Shield.

### 1990 Rykodisc/EMI

#### Диск один
1. «1984» — 3:20
2. «Rebel Rebel» — 2:40
3. «Moonage Daydream» — 5:10
4. «Sweet Thing» (containing «Sweet Thing»/«Candidate»/«Sweet Thing (Reprise)») — 8:48
5. «Changes» — 3:34
6. «Suffragette City» — 3:45
7. «Aladdin Sane» — 4:57
8. «All the Young Dudes» — 4:18
9. «Cracked Actor» — 3:29
10. «Rock ’n’ Roll with Me» (Дэвид Боуи, Уоррен Пис) — 4:18
11. «Watch That Man» — 4:55

#### Диск два
1. «Knock on Wood» (Эдди Флойд, Стив Крупер) — 3:08
2. «Diamond Dogs» — 6:32
3. «Big Brother» (containing «Big Brother»/«Chant of the Ever-Circling Skeletal Family») — 4:08
4. «The Width of a Circle» — 8:12
5. «The Jean Genie» — 5:13
6. «Rock ’n’ Roll Suicide» — 4:30
7. Band Intro — 0:09 bonus track
8. «Here Today, Gone Tomorrow» (Leroy Bonner, Joe Harris, Marshall Jones, Ralph Middlebrooks, Dutch Robinson, Clarence Satchell, Gary Webster) — 3:32 bonus track
9. «Time» — 5:19 bonus track

### 2005 EMI/Virgin

#### Диск один
1. «1984» — 3:20
2. «Rebel Rebel» — 2:40
3. «Moonage Daydream» — 5:10
4. «Sweet Thing» — 8:48
5. «Changes» — 3:34
6. «Suffragette City» — 3:45
7. «Aladdin Sane» — 4:57
8. «All the Young Dudes» — 4:18
9. «Cracked Actor» — 3:29
10. «Rock ’n’ Roll with Me» — 4:18
11. «Watch That Man» — 4:55

#### Диск два
1. «Knock on Wood» — 3:08
2. «Here Today, Gone Tomorrow» — 3:32
3. «Space Oddity» — 6:27 bonus track
4. «Diamond Dogs» — 6:32
5. «Panic in Detroit» — 5:41 bonus track
6. «Big Brother» — 4:08
7. «Time» — 5:19
8. «The Width of a Circle» — 8:12
9. «The Jean Genie» — 5:13
10. «Rock ’n’ Roll Suicide» — 4:30
11. Band Intro — 0:09

### Rock Concert/David Bowie at the Tower Philadelphia
Урезанная версия David Live, названная Rock Concert, была издана на одном диске лейблом RCA Records в Нидерландах, в 1979 году. В 1982 году она была вновь выпущена в Нидерландах под названием David Bowie at the Tower Philadelphia.
1. «Rebel Rebel» — 2:40
2. «Changes» — 3:34
3. «Aladdin Sane» — 4:57
4. «All the Young Dudes» — 4:18
5. «Cracked Actor» — 3:29
6. «Rock ’n’ Roll With Me» — 4:18
7. «Watch That Man» — 4:55
8. «Diamond Dogs» — 6:32
9. «Rock ’n’ Roll Suicide» — 4:30

## Участники записи
Музыканты:
- Дэвид Боуи — вокал
- Эрл Слик — гитара
- Херби Флауэрс — бас
- Майкл Кэймен — синтезатор, синтезатор Moog, гобой, аранжировка
- Тони Ньюман — ударные
- Пабло Розарио — перкуссия
- Дэвид Сэнборн — альт-саксофон, флейта
- Ричард Грандо — баритон-саксофон, флейта
- Майк Гарсон — фортепиано, меллотрон
- Гай Андрисано — бэк-вокал
- Уоррен Пис — бэк-вокал

## Позиции в хит-парадах и уровни продаж
| Год  | Хит-парад              | Высшая позиция |
| ---- | ---------------------- | -------------- |
| 1974 | UK Albums Chart        | 2              |
| 1974 | Billboard Pop Albums   | 8              |
| 1974 | Norwegian Albums Chart | 12             |

| Чарт (1974)           | Позиция |
| --------------------- | ------- |
| Канада (RPM Year-End) | 55      |

| Год  | Сингл           | Хит-парад               | Высшая позиция |
| ---- | --------------- | ----------------------- | -------------- |
| 1975 | «Knock on Wood» | UK Singles Chart        | 10             |
| 1975 | «Knock on Wood» | Norwegian Singles Chart | 10             |

| Организация | Статус  | Дата          |
| ----------- | ------- | ------------- |
| RIAA — USA  | Золотой | 7 ноября 1974 |